# Landkreis Harz
Landkreis Harz är ett distrikt (Landkreis) i västra delen av det tyska förbundslandet Sachsen-Anhalt.

## Administrativ indelning
I förvaltningsrättslig mening finns i modern tid ingen skillnad mellan begreppet Stadt (stad) gentemot Gemeinde (kommun). Följande kommuner och städer ligger i Landkreis Harz: 

### Städer
| - Ballenstedt - Blankenburg (Harz) - Falkenstein/Harz | - Halberstadt - Harzgerode - Ilsenburg (Harz) | - Oberharz am Brocken - Osterwieck - Quedlinburg | - Thale - Wernigerode |

### Kommuner
| - Huy | - Nordharz |  |  |

### Förvaltningsgemenskaper

#### Vorharz
| - Ditfurt - Groß Quenstedt | - Harsleben - Hedersleben | - Schwanebeck - Selke-Aue | - Wegeleben |